# محمد عبد الله الزعارير
محمد عبد الله الزعارير هو كاتب وأكاديمي أردني، حاصل على درجة البكالوريوس في التاريخ من جامعة اليرموك عام 1988م والماجستير في التاريخ الحديث من الجامعة الأردنية عام 1992م، والدكتوراه في فلسفة التاريخ (التاريخ الحديث) من الجامعة نفسها عام 1998م.

## المسيرة المهنية
التحق بالعمل في جامعة قطر منذ العام 2015م، نشر العديد من الدراسات والأبحاث في مواضيع ذات صلة بتاريخ منطقة الخليج والجزيرة العربية. وقبل الحصول على الدكتوراه شارك في تأليف منهاج وزارة التربية والتعليم الأردنية عام 1997م للصف الثاني الثانوي الادبي (التوجيهي)كتاب تاريخ العرب والعالم المعاصر، والكتاب في جزئين وشارك أيضا في تأليف دليل المعلم الخاص بالمنهاج وهو في جزئين ونُشرا من قبل وزارة التربية ولتعليم في الأردن عام 1996، وعمل لمدة سنة ونصف في المجمع الملكي لبحوث الحضارة الإسلامية (مؤسسة آل البيت) بعد الحصول على الدكتوراه عمل خلال الفترة من 1998-2007م م في كليات تعليم البنات في السعودية ودرس العديد من المقررات في تاريخ السعودية وتاريخ العرب الحديث وحاضر العالم الإسلامي، وبعد إنشاء جامعة تبوك عمل مشرفا على وحدة البحوث الممولة من الجامعة وأشرف على إدارة العديد من المشروعات البحثية والعديد من الإصدارات الخاصة بالنشاط البحثي لأعضاء هيئة التدريس بالجامعة ثم مشرفا على وحدة الأبحاث الممولة من خارج الجامعة، وعمل عضوا في العديد من اللجان الدائمة والفرعية في جامعة تبوك. 

## مؤلفات
- صدر له في العام 2018م عن دار جامعة حمد بن خليفة للنشر كتاب عن المؤرخين والكتابة التاريخية في الجزيرة العربية في القرنين 18و19م

- وشارك في تأليف الموسوعة العلمية عن منطقة تبوك وهي في 12 مجلد،
- ألّف مجلدا عن منطقة تبوك في كتابات الرحالة الاوربيين،
- وشارك في تأليف مجلد آخر عن منطقة تبوك في كتابات الرحالة المسلمين، وشارك في تأليق مجلد ثالث عن تاريخ منطقة تبوك في العصور القديمة، ونُشرت عن دار زاد للطباعة والنشر عام 2018
- وشارك في تأليف العديد من إصدارات جامعة تبوك منها كتاب جامعة تبوك (النشأة والتطور) 2006-2014م
- وتراس لجنة تحرير الكتاب، وصدر عن جامعة تبوك عام 2014م،
- وشارك في تأليف كتاب الأولويات البحثية في جامعة تبوك والمجتمع المحلي، وصدر عن الجامعة عام 2010م، وله اسهامات في الاصدارات التعريفية الدورية بالأنشطة البحثية بالجامعة.

وعن مواضيع في تاريخ الخليج والجزيرة العربية صدر له عام 1997م كتاب امارة آل رشيد في حائل عن دار بيسان للنشر، بيروت.